# Аллея Магдебургского права
Аллея Магдебургского права — улица в Печерском районе города Киева, простирается от улицы Михаила Грушевского до Парковой дороги. Проложена в 1909—1912 годах.
В 1902 году было решено установить прямое сообщение между Александровской улицей и террасой днепровского склона, которую планировалось использовать для катания в экипажах и автомобилях — распространенного тогда вида развлечений. Для этого понадобились продолжительные инженерные работы — необходимо было прорезать выступ Печерских холмов в районе Шато-де-Флёр.
Подготовительный период продолжался до 1909 года. Его завершение совпало с торжествами в честь 200-летия Полтавской битвы, а значит новую дорогу планировалось назвать бульваром Петра Великого.
Последний отрезок дороги планировалось проложить через туннель, чтобы не разрывать сообщение между Царским и Купеческим садами. Но по предложению Евгения Патона, к которому Киевская городская Дума обратилась с просьбой спроектировать этот туннель, склон был прорезан до конца, а над ним перекинут Парковый мост.
Все строительные работы были закончены в 1912 году, после чего новая дорога получила близкое к планируемому название Петровской аллеи.
В 1932—1933 годах на пересечении Петровской аллеи и улицы Михаила Грушевского по проекту В. Осьмака и В. Безпалого построен стадион «Динамо».
В 1942—1943 годах во время немецко-фашистской оккупации Киева улица носила название аллея Бенито Муссолини.
6 мая 2014 года новоизбранный киевский городской голова Виталий Кличко выступил с инициативой переименовать Петровскую аллею в аллею имени Валерия Лобановского. В итоге в честь футболиста был переименован Краснозвёздный проспект.
В 2023 году переименована в честь Магдебургского права.

## Транспорт
Ближайшая станция метро — Площадь Независимости